# Episodi di The Idol
La prima stagione della serie televisiva The Idol, composta da cinque episodi, è stata trasmessa in prima visione negli Stati Uniti dall'emittente via cavo HBO, dal 4 giugno al 2 luglio 2023.
In Italia, la stagione è andata in onda in prima visione in lingua italiana sul canale satellitare Sky Atlantic dal 12 giugno al 10 luglio 2023. È stata trasmessa in lingua originale sottotitolata in italiano dal 5 giugno al 3 luglio 2023, in simulcast con HBO.
| nº | Titolo                    | Prima TV USA   | Prima TV Italia |
| -- | ------------------------- | -------------- | --------------- |
| 1  | Pop Tarts & Rat Tales     | 4 giugno 2023  | 12 giugno 2023  |
| 2  | Double Fantasy            | 11 giugno 2023 | 19 giugno 2023  |
| 3  | Daybreak                  | 18 giugno 2023 | 26 giugno 2023  |
| 4  | Stars Belong to the World | 25 giugno 2023 | 3 luglio 2023   |
| 5  | Jocelyn Forever           | 2 luglio 2023  | 10 luglio 2023  |

## Pop Tarts & Rat Tales
- Diretto da: Sam Levinson
- Scritto da: Abel Tesfaye, Reza Fahim e Sam Levinson (soggetto); Sam Levinson (sceneggiatura)

### Trama
Dopo che il suo ultimo tour è stato cancellato a causa di una crisi nervosa, la cantante Jocelyn si prepara per la pubblicazione del suo nuovo singolo, per lo shooting fotografico per la cover dell'album, e le prove per la coreografia, mentre viene profilata dalla scrittrice di Vanity Fair Talia. A sua insaputa, viene fatto trapelare su Internet un selfie libidinoso di Jocelyn, e il suo team, composto dai manager Chaim e Destiny, l'esecutiva dell'etichetta discografica Nikki, il rappresentante di Live Nation Andrew e il responsabile delle relazioni esterne Benjamin, coordinano un piano d'azione per salvaguardare la sua reputazione. Più tardi, insieme alla sua migliore amica e assistente personale Leia, il direttore creativo Xander e la sua ballerina Dyanne, Jocelyn si reca in un nightclub. Qui vi incontra Tedros, con cui instaura da subito una forte connessione. Causando la preoccupazione di Leia, Jocelyn invita Tedros a casa propria. Con la sua nuova canzone World Class Sinner che suona in sottofondo, Jocelyn e Tedros discutono dell'autenticità del pezzo, mentre Tedros comincia a praticare i preliminari.
- Durata: 52 minuti
- Guest star: Jennie Ruby Jane (Dyanne), Rachel Sennott (Leia), Hari Nef (Talia), Moses Sumney (Izaak), Da'Vine Joy Randolph (Destiny), Dan Levy (Benjamin), Eli Roth (Andrew Finkelstein), Ramsey, Hank Azaria (Chaim).
- Ascolti USA: telespettatori 232 000 – rating 18-49 anni 0,05%[3]

## Double Fantasy
- Diretto da: Sam Levinson
- Scritto da: Abel Tesfaye e Sam Levinson (soggetto); Sam Levinson (sceneggiatura)

### Trama
Dopo aver rielaborato la canzone con Tedros, Jocelyn canta una versione remixata di World Class Sinner al suo team, che riceve risposte contrastanti. Nikki si oppone categoricamente e rimprovera Jocelyn. Durante le riprese del video musicale, Jocelyn si sforza troppo per perfezionare la coreografia, facendo infuriare la regista. Nel frattempo, Leia costruisce una relazione più stretta con Izaak, Chaim e Destiny esaminano Tedros e Nikki vede del potenziale in Dyanne, che si rivela avere una connessione con Tedros. Le riprese del video vengono interrotte dopo che Jocelyn ha un esaurimento nervoso e chiama la madre defunta. Successivamente, Tedros viene invitato a casa di Jocelyn, portando con sé Izaak e Chloe. Leia è diffidente nei confronti della relazione di Jocelyn con Tedros.
- Durata: 50 minuti
- Guest star: Melanie Liburd (Jenna), Jennie Ruby Jane (Dyanne), Rachel Sennott (Leia), Hari Nef (Talia), Moses Sumney (Izaak), Da'Vine Joy Randolph (Destiny), Ramsey, Hank Azaria (Chaim).
- Ascolti USA: telespettatori 135 000 – rating 18-49 anni 0,02%[4]

## Daybreak
- Diretto da: Sam Levinson
- Scritto da: Abel Tesfaye e Sam Levinson (soggetto); Sam Levinson (sceneggiatura)

### Trama
- Durata: 44 minuti
- Guest star: Jennie Ruby Jane (Dyanne), Rachel Sennott (Leia), Hari Nef (Talia), Moses Sumney (Izaak), Da'Vine Joy Randolph (Destiny), Eli Roth (Andrew Finkelstein), Ramsey, Hank Azaria (Chaim).
- Ascolti USA: telespettatori 133 000 – rating 18-49 anni 0,03%[5]

## Stars Belong to the World
- Diretto da: Sam Levinson
- Scritto da: Abel Tesfaye e Sam Levinson (soggetto); Sam Levinson (sceneggiatura)

### Trama
- Durata: 57 minuti
- Guest star: Melanie Liburd (Jenna), Jennie Ruby Jane (Dyanne), Rachel Sennott (Leia), Hari Nef (Talia), Moses Sumney (Izaak), Da'Vine Joy Randolph (Destiny), Ramsey, Mike Dean, Karl Glusman (Rob), Hank Azaria (Chaim).
- Ascolti USA: telespettatori 133 000 – rating 18-49 anni 0,03%[6]

## Jocelyn Forever
- Diretto da: Sam Levinson
- Scritto da: Abel Tesfaye e Sam Levinson (soggetto); Sam Levinson (sceneggiatura)

### Trama
- Durata: 62 minuti
- Guest star: Jennie Ruby Jane (Dyanne), Rachel Sennott (Leia), Moses Sumney (Izaak), Da'Vine Joy Randolph (Destiny), Hari Nef (Talia), Eli Roth (Andrew Finkelstein), Mike Dean, Ramsey, Karl Glusman (Rob), Hank Azaria (Chaim).
- Ascolti USA: telespettatori 185 000 – rating 18-49 anni 0,04%[7]